# 黃禮格
黃禮格（英語：HOOLEEGER，1993年10月19日—），出生於中國浙江溫州，畢業於首都師範科德學院。2014年出演電影《類似愛情》，在片中飾演男主角麥丁。2016年1月，發布個人首支單曲《YOU GET ME》。2016年6月發布個人首張實體EP《卅兮卅》。2018年7月參加愛奇藝真人秀《中國新說唱》錄製。
2015年2月第一次因為電影《類似愛情》來台舉辦見面會。2016年11月在台北舉辦「2016黃禮格Hooleeger亞洲公演 in TAIPEI」見面會。

## 音樂作品

### 單曲
| 發行時間   | 歌曲                                     |
| ---------- | ---------------------------------------- |
| 2016-01-14 | YOU GET ME                               |
| 2015-08-02 | 無言 （電影《類似愛情2只有我知》主題曲） |
| 2016-11-16 | 撩                                       |
| 2016-12-24 | I'm into you                             |
| 2017-05-10 | Envy                                     |
| 2017-06-14 | Honeymoon                                |
| 2017-06-24 | Fake廢                                   |
| 2017-07-01 | 萬眾矚目                                 |
| 2017-12-10 | Back To Me                               |
| 2017-12-17 | 不會                                     |
| 2018-07-07 | 想你想不夠                               |
| 2021-04-14 | On The Way                               |
| 2021-04-14 | Let Go                                   |

### 專輯
| 專輯名 | 發行時間   | 語言       |
| ------ | ---------- | ---------- |
| 卅兮卅 | 2016-06-25 | 中文、英文 |

## 影視作品

### 網劇
- 2014年《你是男的我也愛》（飾演 麥丁)
- 2014年《他在你身邊》（飾演 麥丁)
- 2018年《加油，情敌！》（飾演 陶唐峪)

#### 電影
- 2014年《類似愛情》（飾演 麥丁）
- 2015年《類似愛情2只有我知》（飾演 麥丁)
- 2015年《泡妞密籍》（飾演 黃一凡）
- 2018年《跨次元少女大作戰》（飾演 李豆豆/李格)
- 2018年《深海巨妖1》

## 外部連結
- 黃禮格的新浪微博
- 黃禮格的Instagram帳戶
- YouTube上的黃禮格頻道